# Dracaena phillipsiae
Espèce
Classification APG III (2009)
Dracaena phillipsiae, également appelée Dracaena phillipsiae, est une espèce de plantes de la famille des Liliaceae et du genre Sansevieria.

## Description
Plante succulente, Dracaena phillipsiae est une espèce de sansevières à tige d'environ 10 cm sur laquelle poussent des feuilles pratiquement cylindriques, de taille moyenne (de 10 à 45 cm avec un diamètre 1 à 1,8 cm), cannelées, de couleur verte striées de bandes vertes plus claires. 
Elle a été identifiée comme espèce à part entière en 1913 par le botaniste britannique Nicholas Edward Brown.

## Distribution et habitat
L'espèce est originaire de l'Afrique de l'Est, présente dans toute la Corne de l'Afrique en Éthiopie et en Somalie,.

## Synonymes et cultivars
L'espèce présente des synonymes :
- Sansevieria hargeisana (Chahinian, 1994) – hétérotypique mais possiblement identique[2]